# George FitzRoy (4. książę Grafton)

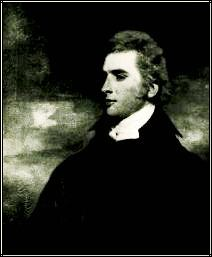
Jego Łaskawość Książę Grafton

George Henry FitzRoy (ur. 14 stycznia 1760, zm. 28 września 1844) – brytyjski arystokrata i polityk, najstarsze dziecko premiera Wielkiej Brytanii Augustusa FitzRoya, 3. księcia Grafton i Anne Liddell, córki Henry’ego Liddella, 1. barona Ravensworth. 
Ukończył Trinity College na Uniwersytecie Cambridge.
Kawaler Orderu Podwiązki. Lord Namiestnik Suffolk w latach 1790 - 1844. Członek Izby Gmin z okręgu Thetford (w latach 1782-1784) i Cambridge University (1784-1811). Od 1811 r. po odziedziczeniu tytułu księcia Grafton zasiadał w Izbie Lordów.
15 listopada 1784 r. w Navestock w hrabstwie Essex, poślubił lady Charlotte Marię Waldegrave (11 października 1761 - 1 lutego 1808), córkę Jamesa Walderave'a, 2. hrabiego Waldegrave i Marii Walpole, córki sir Edwarda Walpole’a. George i Charlotte mieli razem dwóch synów i trzy córki:
- Maria Anne FitzRoy (zm. 12 maja 1855), żona Williama Oglandera, 6. baroneta, miała dzieci
- Elisabeth Anne FitzRoy (27 października 1867), żona Johna Henry’ego Smytha, miała dzieci
- Henry FitzRoy (10 lutego 1790 - 26 marca 1863), 5. książę Grafton
- Charles FitzRoy (28 lutego 1791 - 17 czerwca 1865), ożenił się z Anne Cavendish, miał dzieci
- Isabella Frances FitzRoy (ok. 1792 - 27 sierpnia 1875)